# فلوريد الكلوريل
 فلوريد الكلوريل مركب كيميائي صيغته ClO2F، ويوجد على شكل غاز عديم اللون.

## التحضير
يستحصل على المركب ناتجاً ثانوياً من تفاعلات فلوريدات الكلور مع مركبات الأكسجين؛ كما يمكن أن يستحصل من فلورة مركب ثنائي أكسيد الكلور.
{\displaystyle \mathrm {2\ ClO_{2}+F_{2}\longrightarrow 2\ ClF{O_{2}}} }
يمكن أن تتم عملية التحضير بشكل أكثر ملائمة من معالجة كلورات الصوديوم بكاشف ثلاثي فلوريد الكلور وفق المعادلة:
{\displaystyle {\ce {6 NaClO3 + 4 ClF3 -> 6 ClO2F + 2 Cl2 + 3 O2 + 6 NaF}}}

## الخواص
يوجد المركب في الشروط القياسية على شكل غاز عديم اللون، وهو حساس تجاه رطوبة الهواء. يقترح أن يكون للمركب بنية جزيئية على شكل هرم، وذلك وفقاً لتقديرات نظرية فسيبر.